# 华石镇 (罗定市)
华石镇，是中华人民共和国广东省云浮市罗定市下辖的一个乡镇级行政单位。

## 行政区划
华石镇下辖以下地区：
华石社区、木冲口村、大未村、马路村、三屋村、荔枝冲村、寨脚村、莫村、双豆村、雅言村和古范村。